# Plejovo (Kursk)
Plejovo (en ruso: Плехово) es un pueblo ruso perteneciente al óblast de Kursk. Situado en el suroeste del país, forma parte del raión de Sudzha.

## Geografía
Plejovo está situado a orillas del río Psel, 11 km al sureste de Sudzha y 93 km al suroeste de Kursk. También se encuentra a 2,5 km de la frontera ruso-ucraniana.  

## Historia
En marzo de 2023, en el transcurso de la guerra ruso-ucraniana, aparecieron videos que aparentemente mostraban a insurgentes proucranianos en Plejovo, donde mostraban que supuestamente habían colocado minas terrestres en la aldea e invitaban a los rusos a unirse a ellos, en paralelo al reciente ataque contra el óblast de Briansk de 2023.
El 10 de agosto de 2024, el pueblo fue escenario de una incursión en la óblast de Kursk de las Fuerzas Armadas de Ucrania .El 15 de agosto, el gobierno ucraniano anunció la formación de una administración militar para brindar ayuda humanitaria a los civiles y mantener la ley y el orden, donde se integró a Plejovo.
En febrero de 2025 Rusia confirmó la recuperación definitiva de la localidad.

## Demografía
La evolución demográfica de Plejovo entre 2002 y 2021 fue la siguiente:
| 843                            | 679 | 581 |
| (Fuente: Population of Russia) |     |     |